# تايه في أمريكا (فلم)
تايه في أمريكا هو فيلم مصري من إنتاج عام 2002، بطولة خالد النبوي وحلا شيحة ومحمد لطفي وإيمان من إخراج رافي جرجس وتم عرضه مارس 2002، عن شاب يهاجر إلى الولايات المتحدة ويقيم لدى أسرة مصرية تتوهم أنه شخص آخر حتى يقع في حب الابنة.

## قصة الفيلم
تدور أحداث الفيلم حول شريف (خالد النبوي) الشاب المصري الذي سافر لأمريكا لتحقيق أحلامه، ولكنه يقوم بانتحال شخصية عادل السنهوري (محمد لطفي) الذي يفقد الوعي لفترة طويلة على أثر حادث تعرض له عند وصوله، فيقيم شريف في منزل أقارب عادل ويقع في حب نور (حلا شيحة) ابنة عمه ويقرر الزواج منها، وتتوالى الأحداث. كان في الفلم عدة اخطاء منها ظهور اسم الفنانه حلا شيحه تحت اسم حلا فقط ومن ثم في أحد اللقطات اثناء جلوس العريس مع العروسة في الغرفة ودخول صديقات العروس عليهم تم ظهور الميكرفون بشكل واضح لم ينتبه اليه أحد حتى المخرج نفسه... وهذه من الاخطاء التي تحدث اثناء تصوير المسلسلات أو الافلام العالمية أيضا.

## بطولة
- خالد النبوي: (شريف)
- حلا شيحة: (نور)
- محمد لطفي: (عادل)
- إيمان: (والدة نور)
- راجية بارودي: (إيمان)

## فريق العمل
- إخراج: رافي جرجس
- إنتاج: رافي جرجس
- قصة: رافي جرجس
- سيناريو وحوار: رافي جرجس، تيمور سري
- مونتاج: ألان روبرتس
- مدير التصوير: دافيد بوزا

## وصلات خارجية
- مقالات تستعمل روابط فنية بلا صلة مع ويكي بيانات